# Lingua orok
La lingua orok, detta anche oroc, uilta, ujlta o ulta, è una lingua tungusa parlata in Russia, sull'isola di Sachalin.

## Distribuzione geografica
Al censimento russo del 2010 risultavano 64 locutori stanziati sull'isola di Sachalin, nel Poronajskij rajon e nel Noglikskij rajon.
Ci sono un certo numero di Orok che vivono sull'isola giapponese di Hokkaidō in Giappone, ma non è chiaro quanti parlino ancora la lingua; per la Novikova il numero è incerto, mentre Lewis riferisce di tre locutori.

### Dialetti e lingue derivate
Vi sono due dialetti della lingua orok: il poronaisk (orok meridionale) ed il val-nogliki o nogliki-val (orok settentrionale parlato nella parte orientale di Sachalin e ad Hokkaido).

## Classificazione
È una lingua del gruppo delle lingue tunguse appartenenti alla famiglia delle lingue altaiche, fortemente collegata con la lingua nanai e con la lingua ulch.
Secondo Ethnologue, la classificazione della lingua orok è la seguente:
- Lingue altaiche
- Lingue tunguse
- Lingue tunguse meridionali
- Lingue tunguse sudorientali
- Lingue nanaj
- Lingua orok

## Storia
Gli Orok parlano anche il russo, mentre l'orok è usato soprattutto dai membri delle vecchie generazioni. L'orok è anche la lingua della letteratura orale tradizionale.
Oggi la lingua orok è insegnata in una scuola dell'isola di Sachalin.

## Sistema di scrittura
Una forma di lingua scritta, basata sull'alfabeto cirillico, è stata introdotta nel 2007 ed un sillabario per le scuole primarie è stato stampato.
L'alfabeto cirillico introdotto nel 2007 è il seguente::